# Distretto di Medroussa
Il distretto di Medroussa è un distretto della provincia di Tiaret, in Algeria.

## Comuni
Il distretto di Medroussa comprende 3 comuni:
- Medroussa
- Sidi Bakhti
- Mellakou